# Germaine Dieterlen
Germaine Dieterlen (Paris, 15 de maio de 1903 – Paris, 13 de novembro de 1999) foi uma antropóloga francesa. Aluna de Marcel Mauss, ela trabalhou com os notáveis antropólogos franceses Marcel Griaule (1898-1956) e Jean Rouch, escreveu sobre uma ampla gama de tópicos etnográficos e fez contribuições pioneiras ao estudo de mitos, iniciações, técnicas (particularmente "etnografia descritiva"), sistemas gráficos, objetos, classificações, ritual e estrutura social.
Ela é mais conhecida por seu trabalho entre os grupos étnicos Dogons e os Bambaras do Mali, tendo vivido com eles por mais de vinte anos, muitas vezes em colaboração com Marcel Griaule, com quem escreveu o livro The Pale Fox (1965).

## Temas
Alguns dos principais temas de sua obra concentram-se nas noções de realeza sagrada, na posição do primeiro parto, nas relações entre tios e sobrinhos maternos, na divisão do trabalho, no casamento e no status da dança da chuva na sociedade Dogon. Como cada episódio do rito é encenado apenas uma vez a cada sessenta anos, a documentação de Dieterlen do ciclo Sigui foi pensada para permitir que os próprios dogons vissem e interpretassem toda a sequência de ritos que até então haviam observado apenas em parte.

## Pesquisas

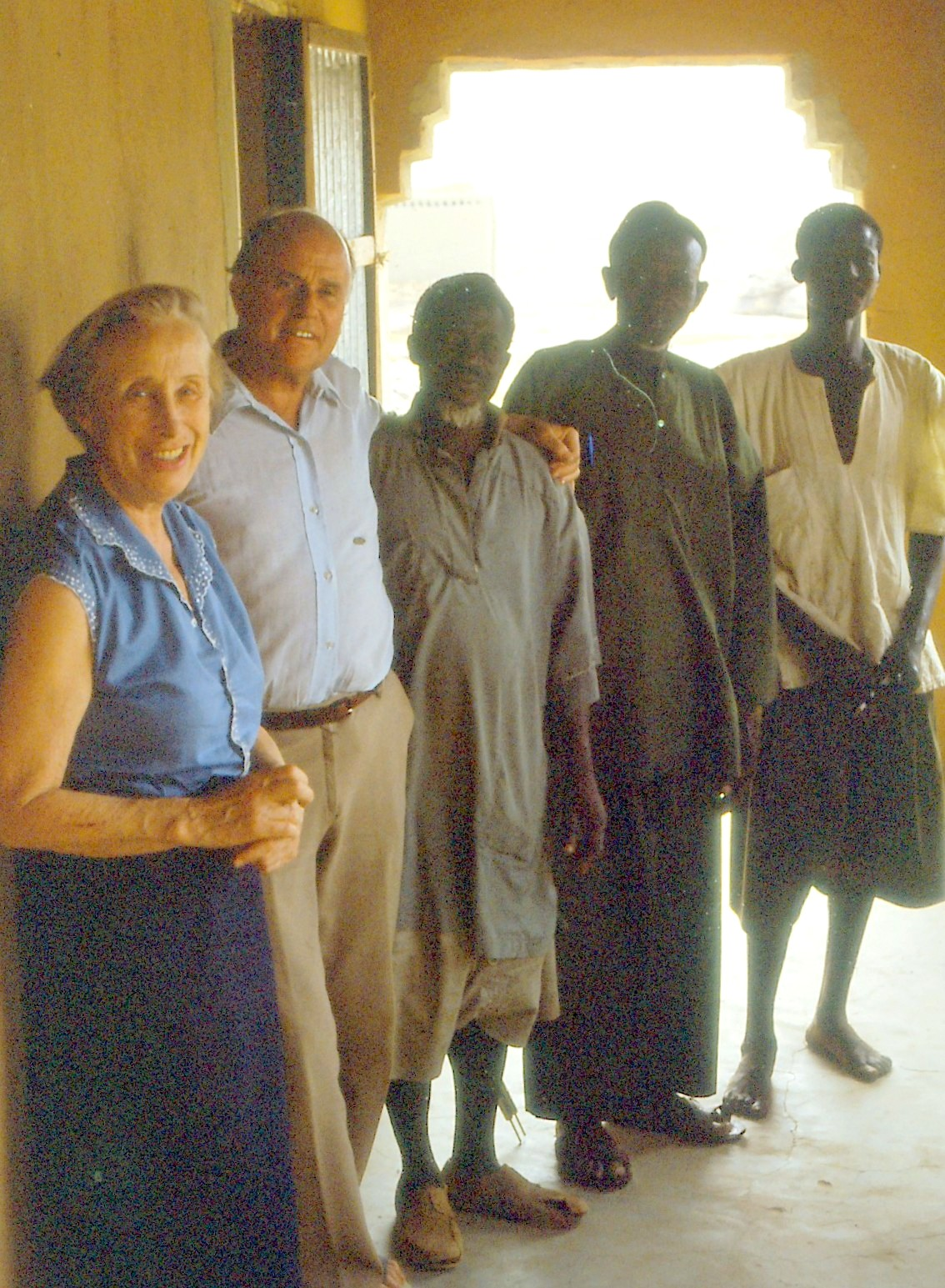
Os antropólogos franceses Germaine Dieterlen (1903-1999) e Jean Rouch (1917-2004) com três de seus informantes locais do sexo masculino, em Sangha, região do Mopti, Mali, no ano de 1980

Dieterlen começou sua pesquisa etnográfica em Bandiagara, no Mali, em 1941. Talvez o mais controverso, Dieterlen foi criticada na revisão por pares por suas publicações com Griaule sobre astronomia Dogon, que professava um conhecimento antigo da existência de uma estrela anã branca, Sirius B, também chamada de Estrela do Cão, invisível a olho nu. Este antigo conhecimento indígena (o Nommo) e a suposição de que extraterrestres podem ter estado em contato com os Dogon foi popularizado por Robert KG Temple em seu livro The Sirius Mystery (1976) e Tom Robbins Half Adormecido em Frog Pijamas (1995).[carece de fontes?]
O jornalista cético e espacial James Oberg em sua investigação do mistério Dogon em 1982 não pôde apoiar nem refutar as histórias questionáveis de Griaule sobre a astronomia Dogon. O antropólogo holandês WEA van Beek, que passou sete anos com os Dogon, não conseguiu reproduzir as descobertas de Griaule e Dieterlen em campo. Ele criticou seriamente os métodos de pesquisa de Griaule e Dieterlen e explicou seus resultados (Dogon Restudied, 1991).
Filha e colega de Marcel Griaule, Geneviève Calame-Griaule defendeu seu pai, rejeitando as críticas de van Beek.

## Carreira acadêmica
Dieterlen também atuou como diretora acadêmica na Ecole Pratique des Hautes Etudes da Universidade de Paris; foi membro fundadora do Centre National de la Recherche Scientifique (CNRS) e presidente do Comitê de Cinema Etnográfico (fundado por Jean Rouch, com quem trabalhou e fez importantes filmes etnográficos). Uma coleção "hommage" publicada em 1978 ( Systèmes de signes: Textes réunis en hommage à Germaine Dieterlen) incluía ensaios de Meyer Fortes e Claude Lévi-Strauss. Dieterlen também trabalhou com outros cineastas etnográficos notáveis como Marcel Griaule. Mary Douglas revisou as contribuições feitas por Dieterlen à antropologia francesa em Dogon Culture - Profane and Arcane (1968) e If the Dogon (1975). O grupo étnico Dogon deu a Germaine Dieterlene o título de Madame l'Éternelle (A Senhora Eterna) em memória do trabalho que ela fez junto com Marcel Griaule.